# Anthidium afghanistanicum
Anthidium afghanistanicum là một loài Hymenoptera trong họ Megachilidae. Loài này được Mavromoustakis mô tả khoa học năm 1965.